# Bataille des îles de Lérins (1635)
Pour les articles homonymes, voir Bataille des îles de Lérins.
Guerre de Trente Ans
Batailles
La bataille des îles de Lérins (du 13 au 15 septembre 1635) est un des combats de la guerre de Trente Ans entre la Monarchie catholique espagnole et le royaume de France.

## Antécédents
Bien que la France soit un pays majoritairement catholique (à l'exception des huguenots, par exemple), elle était une rivale du Saint-Empire romain germanique et de l'Espagne et elle est entrée en guerre en 1635 du côté protestant. Le Cardinal de Richelieu, Premier Ministre du Roi Louis XIII, trouvait que les Habsbourg étaient trop puissants, car ils dominaient une série de territoires à l'est de la frontière française. Ils avaient de plus une influence sur les Provinces-Unies, de telle sorte que leur zone d'influence enveloppait la France. La France a commencé son engagement militaire en attaquant Oristanoen Sardaigne et les Avins, actuellement en Belgique.
Comme la France disposait de sa première flotte de combat qui opérait dans l'Atlantique seulement depuis les années 1560, l'Espagne a pris l'initiative dans la guerre navale, en pensant que les îles de Lérins pouvaient servir comme base d'opérations pour attaquer les côtes de la Provence et éviter l'interruption des communications maritimes entre la péninsule Ibérique et les possessions de la couronne en Italie.

## La bataille
Les îles ont été prises par une opération amphibie préparée depuis le mois de février par Felipe da Silva (pt), Juan de Garay Otañez et Diego de Guzmán, le marquis de Leganés. Entre le 13 et le 15 septembre 1635, les troupes dirigées par Juan de Garay ont pris les îles de Saint-Honorat et Sainte-Marguerite.

## Conséquences
La flotte française de l'Atlantique, plus récente et mieux équipée s'est dirigée vers les îles, qui ont été finalement reprises en mai 1637. Les drapeaux espagnols ont été saisis pour être exposés dans la cathédrale Notre-Dame de Paris où un Te Deum a été célébré en l'honneur de la victoire française.

## Sources
- (ca) Cet article est partiellement ou en totalité issu de l’article de Wikipédia en catalan intitulé « Batalla de les illes Lerins (1635) » (voir la liste des auteurs).